# Газожидкостная конверсия
Газожидкостная конверсия (ГЖК) — процесс преобразования природного газа в высококачественные, не содержащие серу топливо или моторные масла и, при необходимости, в более тяжёлые углеводородные продукты. Упреждающее развитие подобных технологий поможет с меньшими потерями преодолеть снижение добычи невозобновляемой традиционной нефти (так называемый пик нефти).
Технология ГЖК подразделяется на следующие фазы:
- Производство синтез-газа (H2 + CO) из очищенного от серы природного газа путём паровой конверсии, автотермического риформинга или парциального окисления.
- Превращение синтез-газа в смесь жидких углеводородов (синтез Фишера-Тропша).
- Гидрокрекинг и гидрооблагораживание полученных углеводородов с получением синтетических моторных топлив, базовых масел и других продуктов.

Другим вариантом технологии ГЖК является использование не метода Фишера — Тропша, а получение метанола из синтез-газа. Затем возможно его превращение в углеводороды бензиновой фракцией на цеолитных катализаторах.
В ситуации, когда натуральный газ стоит меньше, чем сырая нефть (за эквивалент барреля), ГЖК может иметь экономические преимущества при получении легких нефтепродуктов.
Несмотря на привлекательность технологии ГЖК как источника экологически чистых топлив из ненефтяного сырья, существует несколько проблем для неё и родственных технологий (в том числе CTL): высокая техническая сложность переработки, высокие капитальные затраты на строительство комплексов по переработке (100—200 тысяч долларов на установленную мощность в 1 баррель/день), инвестиционные риски (финансовые и технологические). Также развитие технологий сдерживает то, что требуются непрерывные разработки на протяжении около 20 лет для уменьшения технологических рисков и снижения стоимости технологии.